# Kramsk (stacja kolejowa)
Kramsk – stacja kolejowa w miejscowości Wysokie (powiat koniński), 4 km na południe od centrum Kramska.

## Ruch pasażerski[1]
| Rok  | Wymiana pasażerska na dobę |
| ---- | -------------------------- |
| 2017 | 50-99                      |
| 2018 | 20-49                      |
| 2019 | 50-99                      |
| 2020 | 20-49                      |
| 2021 | 20-49                      |
| 2022 | 50-99                      |
| 2023 | 50-99                      |

## Opis linii
Linia kolejowa nr 3 Warszawa Zachodnia - Kunowice jest częścią międzynarodowej linii kolejowej E-20 Kunowice-Poznań-Warszawa-Terespol.

## Połączenia kolejowe
Na stacji zatrzymują się wyłącznie pociągi osobowe spółki Koleje Wielkopolskie

## Galeria zdjęć stacji

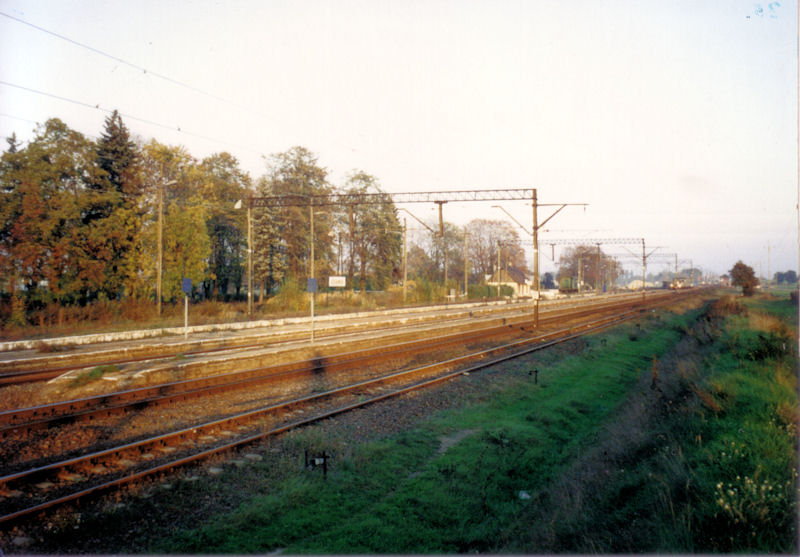
Perony stacji Kramsk przed modernizacją
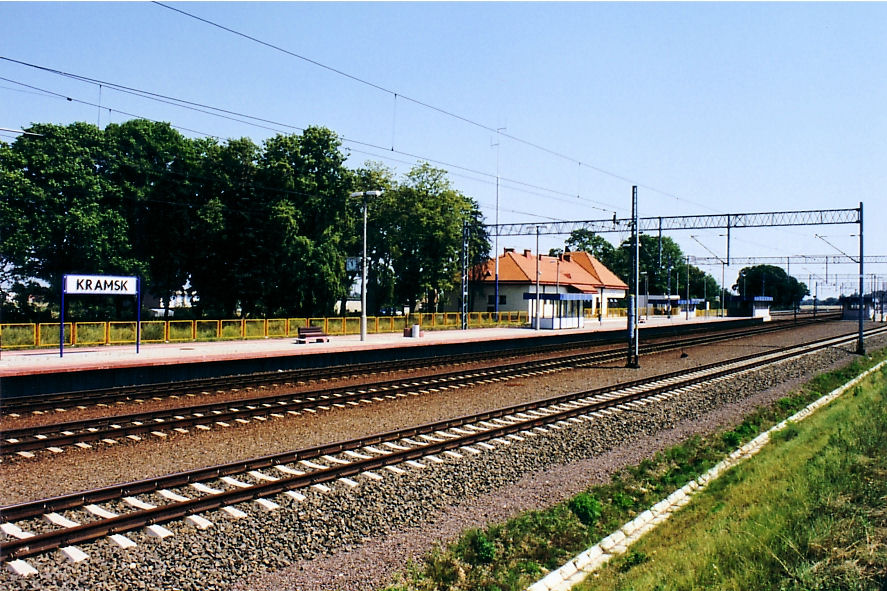
Perony stacji Kramsk po modernizacji
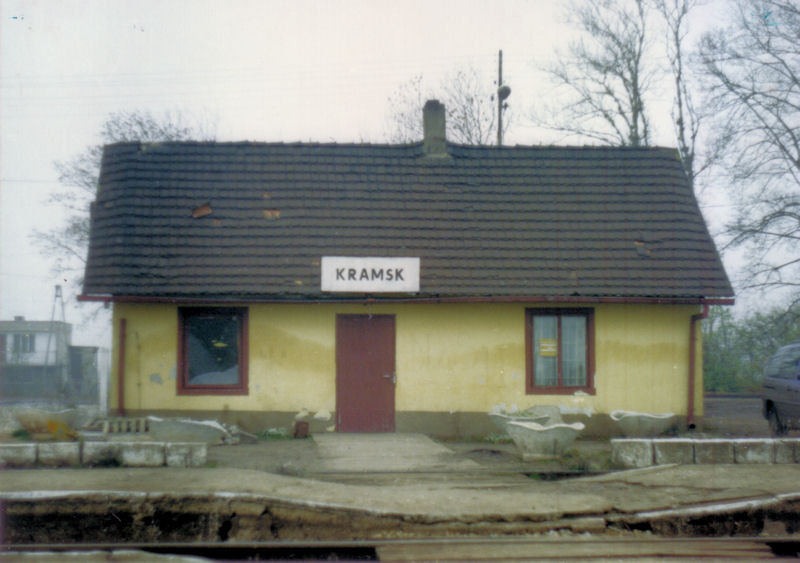
Budynek dworca przed modernizacją
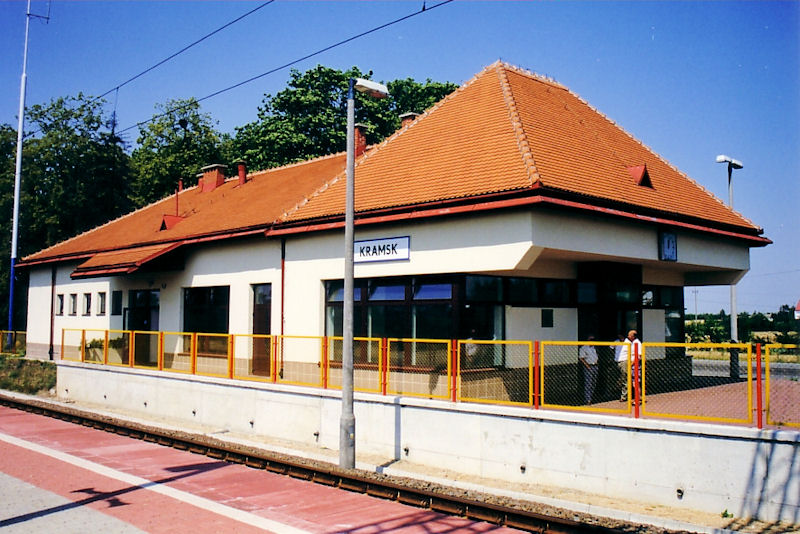
Budynek dworca po modernizacji

## Połączenia
- Kłodawa
- Konin
- Kutno
- Poznań Główny